# Bosnisch-herzegowinischer Fußball-Cup 2015/16
Der bosnisch-herzegowinische Fußballpokal 2015/16 (in der Landessprache Kup Bosne i Hercegovine) wurde zum 22. Mal ausgespielt. Sieger wurde der FK Radnik Bijeljina, der sich im Finale gegen den FK Sloboda Tuzla durchsetzte.
In der 1. Runde fand nur ein Spiel statt, ab dem Achtelfinale gab es in jeder Runde je ein Hin- und Rückspiel. War ein Elfmeterschießen nötig, geschah dies ohne vorherige Verlängerung. Der Sieger qualifizierte sich für die zweite Qualifikationsrunde zur UEFA Europa League 2016/17.

## Teilnehmende Mannschaften
Für die erste Runde waren folgende 32 Mannschaften sportlich qualifiziert:
| Premijer Liga 16 Vereine der Saison 2015/16 | Erste Liga FBiH 9 Vereine der Saison 2015/16                                                                                                  | Erste Liga RS 3 Vereine der Saison 2015/16                        |
| FK Borac Banja Luka NK Čelik Zenica FK Drina Zvornik FK Mladost Doboj Kakanj NK Široki Brijeg FK Sloboda Tuzla FK Slavija Sarajevo FK Sarajevo NK Travnik FK Radnik Bijeljina FK Rudar Prijedor FK Olimpik Sarajevo (TV) FK Velež Mostar NK Vitez HŠK Zrinjski Mostar FK Željezničar Sarajevo | NK Bratstvo Gračanica HNK Čapljina FK Goražde NK GOŠK Gabela NK Novi Travnik HNK Orašje FK Radnički Lukavac FK Rudar Kakanj NK Sloga Ljubuški | FK Krupa na Vrbasu FK Mladost Velika Obarska FK Sloboda Novi Grad |
| | Zweite Liga FBiH 1 Verein der Druga Liga FBiH 2015/16                                                                                         | Zweite Liga RS 3 Vereine der Drua Liga RS 2015/16                 |
| | NK TOŠK Tešanj | FK Mladost Gacko FK Modriča Maksima FK Rudar Ugljevik             |

## 1. Runde
Die Spiele fanden am 22. und 23. September 2015 statt.
|                         | Ergebnis        |                           |
| ----------------------- | --------------- | ------------------------- |
| NK Široki Brijeg        | 5:0             | FK Rudar Prijedor         |
| FK Velež Mostar         | 0:1             | FK Sloboda Novi Grad      |
| FK Mladost Gacko        | 0:1             | FK Borac Banja Luka       |
| FK Mladost Doboj Kakanj | 2:0             | HNK Čapljina              |
| FK Slavija Sarajevo     | 4:0             | FK Rudar Ugljevik         |
| FK Radnički Lukavac     | 2:1             | FK Olimpik Sarajevo       |
| FK Modriča Maksima      | 1:1 (5:6 i. E.) | NK GOŠK Gabela            |
| FK Goražde              | 0:2             | FK Sloboda Tuzla          |
| NK Čelik Zenica         | 1:0             | NK Vitez                  |
| FK Drina Zvornik        | 0:1             | NK Bratstvo Gračanica     |
| NK Novi Travnik         | 1:5             | NK Travnik                |
| FK Željezničar Sarajevo | 1:0             | FK Krupa na Vrbasu        |
| HNK Orašje              | 3:2             | NK TOŠK Tešanj            |
| FK Radnik Bijeljina     | 3:0             | FK Mladost Velika Obarska |
| HŠK Zrinjski Mostar     | 1:1 (5:6 i. E.) | FK Sarajevo               |
| FK Rudar Kakanj         | 2:0             | NK Sloga Ljubuški         |

## Achtelfinale
Die Hinspiele fanden am 21. Oktober 2015 statt, die Rückspiele am 3. und 4. November 2015.
|                         | Gesamt |                         | Hinspiel | Rückspiel |
| ----------------------- | ------ | ----------------------- | -------- | --------- |
| HNK Orašje              | 0:9    | NK Široki Brijeg        | 0:3      | 0:6       |
| FK Sloboda Novi Grad    | 2:8    | FK Mladost Doboj Kakanj | 2:1      | 0:7       |
| FK Borac Banja Luka     | 3:0    | NK Bratstvo Gračanica   | 1:0      | 2:0       |
| NK Čelik Zenica         | 2:3    | FK Sloboda Tuzla        | 1:1      | 1:2       |
| NK Travnik              | 0:2    | FK Radnički Lukavac     | 0:2      | 0:0       |
| FK Rudar Kakanj         | 02:10  | FK Radnik Bijeljina     | 1:3      | 1:7       |
| FK Željezničar Sarajevo | 4:0    | NK GOŠK Gabela          | 3:0      | 1:0       |
| FK Slavija Sarajevo     | 2:7    | FK Sarajevo             | 1:4      | 1:3       |

## Viertelfinale
Die Hinspiele fanden am 9. März 2016 statt, die Rückspiele am 15. und 16. März 2016.
|                     | Gesamt |                         | Hinspiel | Rückspiel |
| ------------------- | ------ | ----------------------- | -------- | --------- |
| FK Sloboda Tuzla    | 5:1    | FK Sarajevo             | 2:1      | 3:0       |
| FK Radnički Lukavac | 1:3    | FK Radnik Bijeljina     | 0:2      | 1:1       |
| NK Široki Brijeg    | 3:2    | FK Mladost Doboj Kakanj | 3:1      | 0:1       |
| FK Borac Banja Luka | 1:4    | FK Željezničar Sarajevo | 0:2      | 1:2       |

## Halbfinale
Die Hinspiele fanden am 13. April 2016 statt, die Rückspiele am 20. April 2016.
|                         | Gesamt    |                  | Hinspiel | Rückspiel |
| ----------------------- | --------- | ---------------- | -------- | --------- |
| FK Radnik Bijeljina     | (a)2:2(a) | NK Široki Brijeg | 1:0      | 1:2       |
| FK Željezničar Sarajevo | 2:5       | FK Sloboda Tuzla | 1:2      | 1:3       |

## Finale

### Hinspiel
| Paarung             | FK Sloboda Tuzla – FK Radnik Bijeljina |
| Ergebnis            | 1:1 (1:0) |
| Datum               | 11. Mai 2016 um 20:00 Uhr |
| Stadion             | Stadion Tušanj, Tuzla |
| Zuschauer           | 6.000 |
| Schiedsrichter      | Admir Šehović |
| Tore                | 1:0 Samir Merzić (37.) 1:1 Slobodan Jakovlević (55.) |
| FK Sloboda Tuzla    | Kenan Pirić – Ivan Kostić, Adnan Salihović, Samir Merzić (87. Omar Prses), Perica Ivetić – Damir Mehidić, Samir Efendić – Amer Ordagić (52. Mersudin Ahmetović), Nemanja Stjepanović, Zajko Zeba – Sulejman Krpić (85. Miljan Govedarica) Cheftrainer: Husref Musemić                |
| FK Radnik Bijeljina | Asmir Avdukić – Samir Memišević, Slobodan Jakovlević, Dušan Hodžić (82. Sladjan Antić) – Ivan Jakovlević, Mladen Zeljković – Dino Beširović, Adnan Šećerović (80. Stanko Ostojić), Milivoje Lazić (63. Eldin Mašić), Dejan Maksimović – Marko Obradović Cheftrainer: Slavko Petrović |
| Gelbe Karten        | Samir Merzić, Sulejman Krpić, Damir Mehidić, Adnan Salihović – Dino Beširović, Ivan Jakovlević, Sladjan Antić |
| Platzverweise       | keine – Dino Beširović |
|                     | Zajko Zeba – keine |

### Rückspiel
| Paarung             | FK Radnik Bijeljina – FK Sloboda Tuzla |
| Ergebnis            | 3:0 (1:0) |
| Datum               | 18. Mai 2016 um 17:00 Uhr |
| Stadion             | Gradski Stadion, Bijeljina |
| Zuschauer           | 3.000 |
| Schiedsrichter      | Ognjen Valjić |
| Tore                | 1:0 Dušan Hodžić (5.) 2:0 Samir Memišević (64.) 3:0 Samir Memišević (87.) |
| FK Radnik Bijeljina | Asmir Avdukić – Samir Memišević, Slobodan Jakovlević, Dušan Hodžić – Ivan Jakovlević (88. Stanko Ostojić), Mladen Zeljković – Dino Beširović, Adnan Šećerović (63. Eldin Mašić), Milivoje Lazić, Dejan Maksimović (76. Aleksandar Vasić) – Marko Obradović Cheftrainer: Slavko Petrović |
| FK Sloboda Tuzla    | Kenan Pirić – Ivan Kostić, Samir Merzić, Perica Ivetić – Damir Mehidić, Samir Efendić – Amer Ordagić, Nemanja Stjepanović, Elvis Sarić (88. Omar Prses) – Mladen Veselinović (66. Miljan Govedarica), Sulejman Krpić (46. Mersudin Ahmetović) Cheftrainer: Husref Musemić               |
| Gelbe Karten        | Mladen Zeljković, Adnan Šećerović, Dejan Maksimović – Ivan Kostić, Mladen Veselinović, Samir Merzić, Nemanja Stjepanović, Mersudin Ahmetović |